# I Call Your Name
I Call Your Name è un brano musicale dei Beatles pubblicato nell'EP Long Tall Sally.

## Il brano

### Composizione e struttura musicale
I Call Your Name è stata una delle prime canzoni di Lennon. È stata scritta a Menlove Avenue, prima dei viaggi ad Amburgo; è scritta nella tonalità di Mi maggiore. Questa tonalità è stata una delle più sfruttate dei primi lavori da solista di Lennon; infatti ricorre anche a Please Please Me, Ask Me Why, It Won't Be Long e There's A Place. Il genere è un mix di pop, blues e jazz. Durante l'assolo si passa molto allo ska.

### Billy J. Kramer and The Dakotas
Lennon, considerando il pezzo debole, lo cedette ai Billy J. Kramer and The Dakotas, un'altra band molto conosciuta, sempre di Brian Epstein. La canzone venne pubblicata come lato B di Bad To Me, altro brano Lennon-McCartney, ed il singolo divenne un disco d'oro. Lennon però si è dichiarato insoddisfatto della cover, e aveva deciso di far fare ai Beatles una versione.

### La registrazione ed il mixaggio
Il 1º marzo 1964, nello Studio 2 di Abbey Road, vennero registrate 7 versioni del brano. Solamente tre erano complete. La prima pista conteneva le chitarre elettriche di John Lennon e di George Harrison, la voce, il basso di McCartney e la batteria di Ringo Starr. Su altre due piste è stato sovrainciso il raddoppio vocale ed il campanaccio.
Due giorni dopo, nello Studio 1, ci fu il primo mixaggio. Era un mix mono, che univa le takes 5 e 7. Era destinato alla United Artists e a Richard Lester, per la possibile inclusione ad il film A Hard Day's Night, ma la candidatura venne respinta. Nei giorni seguenti si svolsero altri remix mono e stereo, sia nello studio 2 che nel 3, che non sono mai stati usati. Il 4 giugno si svolse il remix mono definitivo, mentre il 22 quello stereo.

### Altre cover
Sono rimaste celebri due cover della canzone, oltre al singolo dei Billy J. Kramer and The Dakotas: quella dei Mamas and Papas di due anni più tardi rispetto a quello dei Beatles, e quella di Ringo Starr, nel decennale della morte di Lennon. Quest'ultima versione è stata prodotta da Jeff Lynne, colui che poco dopo produsse Free as a Bird.

## Formazione

### Versione dei Beatles
- John Lennon: voce raddoppiata, chitarra ritmica
- Paul McCartney: basso elettrico
- George Harrison: chitarra solista
- Ringo Starr: batteria, campanaccio

### Cover dei Billy J. Kramer and The Dakotas
- Billy J. Kramer: voce
- Tony Mansfield: batteria
- Bryn Jones: chitarra solista
- Robin MacDonald: chitarra ritmica